# Brat Tschirpojew
Brat Tschirpojew (russisch Брат Чирпоев; jap. 知理保以南島, Chirihoi-minami-tō) ist eine Insel der Kurilen in der Oblast Sachalin in Russland.
Der russische Name bedeutet „Bruder von Tschirpoi“ und weist darauf hin, dass sie die kleinere Schwesterinsel von Tschirpoi ist. Brat Tschirpojew hat eine Fläche von 16 km². Auf der Insel liegt der höchste Punkt dieser Inselgruppe mit einer Höhe von 749 Meter. Sie wird durch die schmale Snou-Straße von ihrer nördlichen Nachbarinsel Tschirpoi getrennt.
Brat Tschirpojew liegt am Südrand zweier sich überschneidender Calderen mit einem Durchmesser von 8 bis 9 Kilometern. Die Nachbarinsel Tschipoi entstand im Zentrum der Calderen. Brat Tschirpojew besteht aus Teilen eines aus Basalt aufgebauten Vulkans, der bereits vor Bildung der Calderen bestand. Berichte über Ausbrüche in historischer Zeit liegen nicht vor; die Geomorphologie der Insel deutet auf strombolianische Eruptionen in jüngerer Zeit hin. Mitte des 18. Jahrhunderts waren Solfataren auf Brat Tschirpojew aktiv.
Auf Brat Tschirpojew liegt die südlichste der fünf großen Kolonien der Stellerschen Seelöwen auf den Kurilen.

## Tourismus
Die Insel wird von Zeit zu Zeit von Kreuzfahrtschiffen angelaufen.